# Gemantar (Jumantono)
Gemantar is een bestuurslaag in het regentschap Karanganyar van de provincie Midden-Java, Indonesië. Gemantar telt 2923 inwoners (volkstelling 2010).